# Sydvaktelbär
Sydvaktelbär (Gaultheria rupestris) är en buske i släktet vaktelbär och familjen ljungväxter. Den förekommer endemiskt i Nya Zeeland. Sydvaktelbär blommar med vita blommor.